# 波茨坦公告

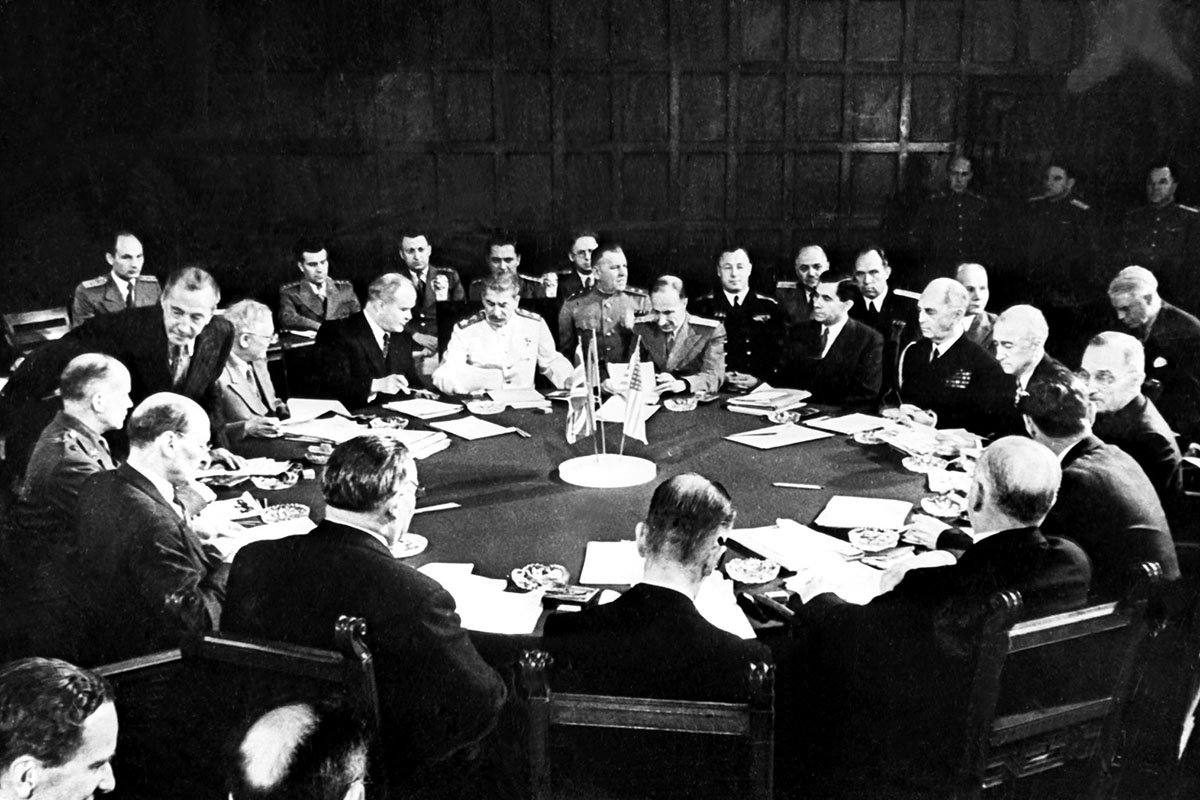
各国重要领袖於会议场就宣言相关内容议事

《波茨坦公告》（英語：Potsdam Declaration），又稱作《波茨坦宣言》、《中美英三國促令日本投降之波茨坦公告》，是1945年7月26日波茨坦会议期間，由美国总统哈利·S·杜鲁门、英国首相温斯顿·丘吉尔及中华民国國民政府主席蔣中正三国首脑名义联合发表的公告。其中，蔣中正未實際與會，但簽字以示同意；苏联最高领导人约瑟夫·斯大林則出席该会议，但碍于對日中立狀態，而未列名于公告。8月8日，苏联对日宣战后，公告中添补了斯大林的名字。
这篇公告的主要内容，是声明同盟国在战胜德國后一起致力于战胜日本、履行《開羅宣言》战后对日本的处理方式的决定，並落實波茨坦会议上商定日本必须无条件投降的原則，亦是向日本发出招降的最後通牒。由於日本拒絕接受此一公告，戰爭繼續進行，直至美國以原子彈轟炸日本，後者宣告投降為止。

## 重要基本內容
- 公告开始部分回顾了对德國的胜利和美國、英國、中國三国共同战胜日本的决心（第一至第五条）。
- 长远的目标是在世界上建立一个和平的体系，避免将来军国主义的重建，为此日本当权政府必须停止運作（第六至第七条）。
- 重申《开罗宣言》中的諸內容必須得以實施，並且日本的主权須被限制在本州、北海道、九州和四国以及三國政府所決定其他小島之內（第八条）。
- 日本军队須要完全解除武装（第九条）。
- 公告声明盟軍不打算奴役日本民眾或殖民日本本土，但發動戰爭者须要接受國際審判，新的日本政府必须是民主的，保证言论、思想和宗教的自由和尊重人权（第十条）。
- 日本的民用工业可以保留，但能够建立侵略力量的兵工须要被禁止，日本依然可以参加世界贸易（第十一条），
- 在日本达到这些条件后，佔领军将被撤回（第十二条）。
- 最后公告呼吁日本政府命令其军队无条件投降（第十三条）。

## 日本态度
1945年7月28日，日本内阁总理大臣鈴木貫太郎召开内阁会议，然而在軍部的壓力之下，使其不接受中、美、英三国《波茨坦公告》的内容，且根据既定方针向完成大东亚战争而迈进，并在軍方堅持要在本土进行“陆上特攻作战”、战斗到最后一个人的前提下發表了聲明。铃木首相的聲明中指稱，中、美、英三国的波茨坦宣言无异于开罗会议，同時鈴木首相發表了對波茨坦公告言「不予評論」的「默殺」（Ignore）回應，美方將之視為「拒絕」（Reject），使得和談的機會破滅。1945年8月6日和9日，美国分别在广岛和长崎投下了两枚原子弹；8月8日，苏联发动八月风暴行动，出兵占领满洲国。日本昭和天皇在被迫之下于8月10日通过瑞典及瑞士政府向中、美、英、苏四国投降接受《波茨坦公告》，並命令日軍停止作戰。重庆时间1945年8月15日7时，中、美、英、苏四国政府同时宣布接受日本投降，第二次世界大战之軍事交戰行動在同盟國軍事佔領日本後完全结束。